# Glamour (tidskrift)
Glamour är en amerikansk modetidning som också ges ut i nationella utgåvor i många länder, vanligen som månadstidskrift. Idag ägs Glamour av det världsomspännande förlaget Condé Nast Publications.
I USA började tidskriften ges ut i april 1939 under titeln Glamour of Hollywood och bytte 1943 namn till Glamour. Målgruppen i USA är kvinnor i åldern 18–49 år.

## Svenska utgåvan
År 2006 började Glamour ges ut i Sverige av Bonnier Tidskrifter, men lades ner 2010 på grund av bristande lönsamhet. Den främsta konkurrenten i samma målgrupp var Cosmopolitan.

### Fotnoter
1. ↑  Glamour skrotas, Dagens Media 2010-07-05